# Sisu/MBK
Sisu/MBK er Danmarks største bordtennisklub, der holder til det centrale Aarhus. Ifølge Centralt Foreningsregister, som Danmarks Idrætsforbund, DGI og Dansk Firmaidrætsforbund står bag, havde Sisu/MBK i 2023 et medlemstal på 365.
Den aarhusianske bordtennisklub blev dannet 19. august 1980 ved en sammenlægning af klubberne Sisu 70 og MBK (Marselisgårdens Bordtennis Klub). Sisu/MBK fik som den første bordtennisklub i Danmark en veteranafdeling. Den blev oprettet i efteråret 1982.
I 2013 blev Sisu/MBK kårets som Årets Bordtennisklub i Danmark.

## Individuelle danske seniormesterskaber
Dame double
1992: Pia Eliasson Hansen/Anne Karina Bastman, BTK 61-Sisu/MBK
2014: Pernille Agerholm/Pernille Søndergaard, Rønde-Sisu/MBK
2016: Pernille Agerholm/Pernille Søndergaard, Viby-Sisu/MBK
2017: Pernille Refstrup Agerholm/Pernille Søndergaard, Viby-Sisu/MBK
Herre double
1959: Erik Pedersen/Torben Lindwald, MBK
1960: Erik Pedersen/Torben Lindwald, MBK
1968: Claus Pedersen/Torben Lindwald, MBK
1969: Claus Pedersen/Franz Nørby, MBK-CB
1976: Claus Pedersen/Bjarne Grimstrup, MBK-Brønshøj
1977: Claus Pedersen/Palle Rud, MBK-Viby
1980: Claus Pedersen/Kent Jørgensen, MBK-Ballerup
1981: Claus Pedersen/Johnny Hansen, Sisu/MBK-Frederiksværk
1994: Lars Hauth/Finn Tugwell, Sisu/MBK-Hørning
1995: Lars Hauth/Finn Tugwell, Sisu/MBK-Hørning
1997: Lars Hauth/Finn Tugwell, Sisu/MBK-Hørning
Herre single
1967: Claus Pedersen, MBK
1969: Claus Pedersen, MBK
1970: Claus Pedersen, MBK
1971: Claus Pedersen, MBK
1973: Claus Pedersen, MBK
1975: Claus Pedersen, MBK
1976: Claus Pedersen, MBK
1977: Claus Pedersen, MBK
1978: Claus Pedersen, MBK
1979: Claus Pedersen, MBK
1980: Claus Pedersen, MBK
1981: Claus Pedersen, Sisu/MBK
1989: Claus Pedersen, Sisu/MBK
1990: Lars Hauth, Sisu/MBK
Mixed double
1960: Frida Lyttik/Torben Lindwald, København-MBK
1961: Lis Ramberg/Erik Petersen, Lyngby-MBK
1972: Kirsten Lyngholm/Freddy Hansen, MBK-København
1974: Dorthe Pedersen/Claus Pedersen, MBK
1975: Dorthe Pedersen/Claus Pedersen, RBC-MBK
1976: Dorthe Pedersen/Claus Pedersen, RBC-MBK
1988: Charlotte Polk/Claus Pedersen, OB-Sisu/MBK

## Individuelle danske ungdomsmesterskaber
Ynge pige single
2009: Emma Højlund, Sisu/MBK
2010: Emma Højlund, Sisu/MBK
Pige double
2010: Linnea Hindersson/Emma Højlund, Brøndby BC-Sisu/MBK
Pige single
1964: Kirsten Lyngholm, MBK
Dame junior double
1965: Kirsten Lyngholm/Britta Christensen, MBK-Virum/Sorgenfri
1966: Kirsten Lyngholm/Britta Christensen, MBK-Virum/Sorgenfri
1967: Kirsten Lyngholm/Britta Christensen, MBK-Virum/Sorgenfri
1968: Kirsten Lyngholm/Jette Pedersen, MBK
1969: Dorthe og Jette Pedersen, MBK
1971: Susanne Poulsen/Dorthe Pedersen, Zero-MBK
2011: Stefanie H. Christensen/Emma Højlund, Sisu/MBK
2012: Emma Højlund/Henrietta Nielsen, Sisu/MBK-Søhøjlandet
Dame junior single
1968: Kirsten Lyngholm, MBK
2011: Stefanie Harbo Christensen, Sisu/MBK
Dame U21 double
2008: Pernille Agerholm/Pernille Søndergaard, Rønde-Sisu/MBK
Dame U21 single
2011: Stefanie Harbo Christensen, Sisu/MBK
Yngre drenge double
2000: Simon Nykjær-Fisher/Silas Friby, Sisu/MBK-Brønshøj
2012: Rasmus Kruse Mikkelsen/Mirza Mujcinovic, Sisu MBK-Esbjerg
Drenge double
1956: Torben Lindwald/Niels Haugstrup, MBK-Nakskov
1960: Kaj Kjær/Mogens Eriksen, MBK-CB
1963: Per Laursen/Claus Pedersen, MBK
Drenge single
1956: Torben Lindwald, MBK
1957: Torben Lindwald, MBK
1962: Per Laursen, MBK
Herre junior double
1956: Bjarne Bloch/Erik Petersen, MBK
1957: Bjarne Bloch/Erik Petersen, MBK
1967: Claus Pedersen/Per Laursen, MBK
2015: Rasmus Kruse Mikkelsen/Jeppe Spottog, Sisu/MBK-Holme Olstrup
Herre junior single
1957: Bjarne Bloch, MBK
1958: Erik Petersen, MBK
1966: Claus Pedersen, MBK
1967: Per Laursen, MBK
Herre U21 double
2008: Jonas Agerholm/Christopher Grymer, Rønde-Sisu/MBK
Yngre mixed double
2000: Stine Grauholm/Simon Nykjær-Fisher, Team Hørning-Sisu/MBK
2001: Stine Grauholm/Simon Nykjær-Fisher, Team Hørning-Sisu/MBK
2009: Emma Højlund/Nikolaj Thomsen, Sisu/MBK
Drenge/pige mixed double
1987: Merete Bech/Rico Hermann, Klovborg-Sisu/MBK
2011: Emma Højlund/Nikolaj Thomsen, Sisu/MBK
2014: Tone Juhl Pedersen/Rasmus Kruse Mikkelsen, Søhøjlandet-Sisu/MBK
Junior mixed double
2008: Mie Binnerup Jacobsen/Tobias Stemann Lau, Århus-Sisu/MBK
2010: Stefanie H. Christensen/Emil Madsen, Rønde-Sisu/MBK

## Holdmesterskaber (Ungdom og senior)
Damer
1972: MBK (Kirsten Lyngholm, Dorthe Pedersen, Jette Pedersen)
2005: Sisu/MBK (Bela Katchiouriner, Trine Grauholm, Signe Andersen, Anne Andersen)
2008: Sisu/MBK (Bela Katchiouriner, Pernille Pødenphant Søndergaard, Pernille Agerholm, Mie Jacobsen)
2015: Sisu/MBK (Jun Yang Zhang, Malene Kaag, Rikke Nørskov, Emma Højlund, Ida G. Nielsen)
2017: Sisu/MBK (Pernille Refstrup Agerholm, Pernille Pødenphant Søndergaard, Rikke Nørskov, Malene Kaag)
Herrer
1959: MBK (Erik Petersen, Torben Lindwald, Bjarne Bloch)
1967: MBK (Claus Pedersen, Per Laursen, Torben Lindwald)
1988: Sisu/MBK (Lars Hauth, Allan Bentsen, Claes Knudsen, Jan Gadegaard)
1990: Sisu/MBK (Lars Hauth, Claus Pedersen, Claes Knudsen, Claus Sandbye)
Herre junior
1965: MBK (Claus Pedersen, Per Laursen, Keld Lyngholm)

## Medaljer ved Europa- og Verdensmesterskaber
1993 EM, drenge single
Bronze: Ulrik Marcussen, Sisu/MBK
1995 EM, +40 herre double
Bronze: Niels Ramberg/Claus Pedersen, Virum/Sorgenfri-Sisu/MBK
1996 VM, +40 herre single
Bronze: Claus Pedersen, Sisu/MBK
1996 VM, +40 herre double
Guld: Claus Pedersen/Li Yuxiang, Sisu/MBK-Tyskland
1997 EM, +40 herre single
Bronze: Claus Pedersen, Sisu/MBK
2001 EM, +50 herre single
Bronze: Claus Pedersen, Sisu/MBK
2003 EM, +50 herre double
Guld: Niels Ramberg/Claus Pedersen, Virum/Sorgenfri-Sisu/MBK
2008 VM, +60 herre double
Guld: Niels Ramberg/Claus Pedersen, Virum/Sorgenfri-Sisu/MBK
2009 EM, +60 herre single
Guld: Claus Pedersen, Sisu/MBK
2011 EM, +60 herre single
Guld: Claus Pedersen, Sisu/MBK
2012 VM, +60 herre single
Guld: Claus Pedersen, Sisu/MBK
2012 VM, +60 herre double
Bronze: Niels Ramberg/Claus Pedersen, Virum/Sorgenfri-Sisu/MBK
2013 EM, +65 herre single
Guld: Claus Pedersen, Sisu/MBK
2013 EM, +65 herre double
Guld: Niels Ramberg/Claus Pedersen, Virum/Sorgenfri-Sisu/MBK
2014 VM, +65 herre double
Guld: Jens-Erik Linde/Jaroslav Kunz, Sisu/MBK-Tyskland
2016 VM, +65 herre double
Guld: Claus Pedersen/Yao, Sisu/MBK-Belgien
2017 EM, +65 herre single
Guld: Claus Pedersen, Sisu/MBK

## Æresmedlemmer
2013: Claus Pedersen
2013: Klaus Witved
2013: Gudrun Nielsen (d. 2025)
2004: Jens Erik Linde
2000: Tommy Samsing
1996: Jimmy Samsing (d. 2025)
1982: Gunnar Lyngholm Andersen (d. 1983)
1981: Erik Salle Nielsen (d. 2011)
1981: Robert Samsing (d. 2005)

## Kendte medlemmer gennem tiden
- Jørgen Leth, digter og filmmand
- Claus Pedersen, bordtennislegende
- Stig Tøfting, fodboldspiller og kommentator
- Flemming Povlsen, fodboldspiller og kommentator
- Torben Steno, journalist og musiker
- Allan Bentsen, bordtennisspiller
- Finn Tugwell, bordtennisspiller
- Mette Hjermind Dencker, folketingsmedlem